# Norman Collins
Norman Collins, född 3 oktober 1907, död 6 september 1982, var en brittisk romanförfattare och dramatiker. Han var också en av de ansvariga bakom skapandet av Independent Television (ITV) i London. När ITV började sända under 1955 bröts BBC:s monopol.

## Tidiga karriären
Norman Collins började skriva redan vid 18 års ålder, först som assistent vid Oxford University Press i London för att senare bli litterär redaktör på den London-baserade tidningen News Chronicle. Vid 23 blev han vice ordförande på Victor Gollanczs bokförlag. År 1941 anställdes han på BBC som assistent på Overseas Talks Department, och senare blev han producent på BBC Radio. Flera av Norman Collins framgångsrika radioserier ledde så småningom fram till den första kommersiella TV-kanalen i Storbritannien, ITV.

## Författarskap
Parallellt med karriären inom radio och TV skrev Norman Collins sammanlagt sexton romaner och två skådespel. Han är dock främst uppskattad för den framgångsrika London tillhör mig. Det är en milt satirisk, humoristisk och framför allt kärleksfull beskrivning av några londonbors dagliga liv under en tid då andra världskriget närmar sig och bryter ut med full kraft. 
Norman Collins har beskrivits som en arvtagare till Charles Dickens vad gäller förmågan att berätta den lilla människans göranden och låtanden, hennes tankar och känslor, hennes livsinställning och hennes beteende.
Författaren Sarah Waters har sagt följande om London tillhör mig: ”En av de stora stadsromanerna: en sprudlande lovprisning av det komiska, det grymma, det originella och den stilla heroismen i hjärtat av Londons dagliga liv.”
En av huvudaktörerna i London tillhör mig, förutom de många personligheterna på Dulcimer Street 10, är själva London: trängseln och trivseln i London-pubarna vid femtiden på eftermiddagen, den skakiga spårvagnsresan till Kennington via Thames Embankment och Lambeth och den påtagliga sociala gräns som Themsen utgör. Norman Collins har själv sagt: ”Det är konstigt, inte sant, hur mycket av London som fortfarande ligger söder om floden.”
London tillhör mig utspelas från Münchenöverenskommelsen i september 1938 till Blitzen under julen 1940. 

### London tillhör mig
Berättelsen handlar om de boende i änkan Fru Vizzards hyreshus på den fiktiva adressen Dulcimer street 10 i stadsdelen Kennington i södra London. Hon tillhör den lägre medelklassen men har ambitionen att stiga i aktning i samhället, bland annat med hjälp av sina hyresgäster. Men det är lite si och så med det. För där finns fifflaren Percy Boon som drömmer om det stora klippet samtidigt som han stjäl bilar. Han bor med sin mor som oroar sig för sin son utan att veta vad han sysslar med. Där finns herr och fru Josser med dottern Doris, som Percy tror sig kunna gifta sig med när han blivit rik. Herr Josser har just gått i pension när romanen börjar och han är lite vilsen utan de dagliga rutinerna. Fru Josser är liksom sin make en jordnära person som möter alla svårigheter med ”a cup of tea”. Hon anser sig stå över vissa udda existenser som inte vet hur de ska uppföra sig. Den unga dottern Doris flyttar till en kvinnlig kollega, Doreen Smyth, i City, vilket föräldrarna försökt förhindra. Connie Coke är en bedagad skådespelerska utan framtidsutsikter och med urusel ekonomi. Hon är garderobiär på en nattklubb i Mayfair, vilket ger henne åtminstone en minimal fläkt av glamour. Mr Puddy, som när han inte äter drömmer om att äta, har det ena lågstatusjobbet efter det andra. Men han går varje dag till arbetet med sin dokumentportfölj, en relik från dagarna vid viktiga skrivbord. Slutligen har vi den mystiske Mr Squales, ett tredje klassens medium som fuskar sig fram genom seanserna. Dessutom bor det i huset en tysk spion, Doktor Otto Hapfel, som tränar på sin engelska.